# Trichogenes longipinnis
Trichogenes longipinnis es una especie de peces de la familia Trichomycteridae en el orden de los Siluriformes.

## Morfología
Los machos pueden llegar alcanzar los 14 cm de longitud total.

## Hábitat
Es un pez de agua dulce y de clima tropical 20 °C-24 °C. Habita en el fondo de pequeñas caídas de agua, sólo en declives empinados, sobre sustratos rocosos o arenosos.

## Alimentación
Su dieta incluye insectos, crustáceos, así carroña. Forrajean sobre todo explorando el fondo con las barbillas tocando el substrato. Mientras se alimentan, se puede enterrar en la arena o entre restos vegetales.

## Distribución geográfica
Se encuentran en Sudamérica: arroyos costeros entre  Río de Janeiro y  São Paulo (sureste del Brasil) .